# Entodon calycinus
Entodon calycinus är en bladmossart som beskrevs av Jules Cardot 1911. Entodon calycinus ingår i släktet Entodon och familjen Entodontaceae. Inga underarter finns listade i Catalogue of Life.